# だいじな人だから
「だいじな人だから」（だいじなひとだから）は、1998年9月2日に発売された林あさ美の5枚目のシングル。

## 解説
- 林のリリースしたシングルの中で最も売れたシングルとなっている。後に同名のアルバムもリリースされた。

- オリコンチャート最高77位、登場回数は6回を記録した。

## 収録曲
- 両楽曲共に、作詞：秋浩二／作曲：伊藤雪彦／編曲：前田俊明

1. だいじな人だから（3分39秒）
2. じょんがら別れ唄（3分57秒）
3. だいじな人だから (オリジナル・カラオケ)
4. じょんがら別れ唄 (オリジナル・カラオケ)